# FIH Pro League femminile 2022-23
La FIH Pro League femminile 2022-23 è la quarta edizione del torneo organizzato dalla International Hockey Federation. Il torneo è iniziato il 4 novembre 2022 e si concluderà il 5 luglio 2023.

## Formato
Per ridurre i problemi economici e logistici, gruppi di tre squadre si ritrovano in una località dove si disputa un "mini-torneo" con partite di andata e ritorno.

La squadra che vince una partita ottiene tre punti. In caso di pareggio, ogni squadra ottiene un punto, con un punto in più assegnato alla squadra che vince gli shootout.

## Classifica
| Pos | Squadra         | G  | V  | VSO | PSO | P  | GF | GS | DG  | Pt | Retrocessione                 |
| --- | --------------- | -- | -- | --- | --- | -- | -- | -- | --- | -- | ----------------------------- |
| 1   | Paesi Bassi (C) | 16 | 15 | 0   | 1   | 0  | 62 | 15 | +47 | 46 |                               |
| 2   | Argentina       | 16 | 10 | 0   | 2   | 4  | 30 | 17 | +13 | 32 |                               |
| 3   | Australia       | 16 | 7  | 4   | 2   | 3  | 28 | 23 | +5  | 31 |                               |
| 4   | Belgio          | 16 | 8  | 2   | 2   | 4  | 35 | 20 | +15 | 30 |                               |
| 5   | Germania        | 16 | 7  | 3   | 2   | 4  | 38 | 29 | +9  | 29 |                               |
| 6   | Gran Bretagna   | 16 | 7  | 0   | 0   | 9  | 25 | 34 | −9  | 21 |                               |
| 7   | Cina            | 16 | 2  | 1   | 2   | 11 | 23 | 37 | −14 | 10 |                               |
| 8   | Nuova Zelanda   | 16 | 2  | 1   | 2   | 11 | 17 | 48 | −31 | 10 |                               |
| 9   | Stati Uniti (R) | 16 | 1  | 2   | 0   | 13 | 13 | 48 | −35 | 7  | Retrocessa in FIH Nations Cup |

## Risultati
| Luogo               | Data       | Partita       | Partita              | Partita       |
| Finestra 1          | Finestra 1 | Finestra 1    | Finestra 1           | Finestra 1    |
| ------------------- | ---------- | ------------- | -------------------- | ------------- |
| Mendoza             | 4-11-2022  | Belgio        | 3 - 3 (4 - 3 d.s.o.) | Germania      |
| Mendoza             | 5-11-2022  | Argentina     | 4 - 2                | Germania      |
| Mendoza             | 6-11-2022  | Argentina     | 1 - 0                | Belgio        |
| Mendoza             | 7-11-2022  | Germania      | 2 - 2 (3 - 2 d.s.o.) | Belgio        |
| Mendoza             | 8-11-2022  | Argentina     | 2 - 2 (0 - 3 d.s.o.) | Germania      |
| Mendoza             | 9-11-2022  | Argentina     | 2 - 2 (1 - 2 d.s.o.) | Belgio        |
| Finestra 2          |            |               |                      |               |
| Santiago del Estero | 13-12-2022 | Gran Bretagna | 1 - 2                | Paesi Bassi   |
| Santiago del Estero | 14-12-2022 | Argentina     | 1 - 3                | Paesi Bassi   |
| Santiago del Estero | 15-12-2022 | Argentina     | 3 - 0                | Gran Bretagna |
| Santiago del Estero | 16-12-2022 | Paesi Bassi   | 6 - 0                | Gran Bretagna |
| Santiago del Estero | 17-12-2022 | Argentina     | 0 - 2                | Paesi Bassi   |
| Santiago del Estero | 18-12-2022 | Argentina     | 1 - 0                | Gran Bretagna |
| Finestra 3          |            |               |                      |               |
| Sydney              | 10-2-2023  | Australia     | 1 - 1 (3 - 1 d.s.o.) | Cina          |
| Sydney              | 11-2-2023  | Cina          | 1 - 2                | Germania      |
| Sydney              | 12-2-2023  | Australia     | 3 - 0                | Germania      |
| Sydney              | 13-2-2023  | Australia     | 2 - 2 (4 - 3 d.s.o.) | Cina          |
| Sydney              | 14-2-2023  | Germania      | 3 - 0                | Cina          |
| Sydney              | 15-2-2023  | Australia     | 3 - 3 (1 - 2 d.s.o.) | Germania      |
| Wellington          | 18-2-2023  | Nuova Zelanda | 1 - 1 (0 - 2 d.s.o.) | Stati Uniti   |
| Wellington          | 19-2-2023  | Nuova Zelanda | 1 - 1 (1 - 2 d.s.o.) | Cina          |
| Wellington          | 20-2-2023  | Cina          | 4 - 1                | Stati Uniti   |
| Wellington          | 24-2-2023  | Stati Uniti   | 2 - 0                | Cina          |
| Wellington          | 25-2-2023  | Nuova Zelanda | 4 - 1                | Stati Uniti   |
| Wellington          | 26-2-2023  | Nuova Zelanda | 2 - 5                | Cina          |
| Hobart              | 28-2-2023  | Australia     | 2 - 0                | Argentina     |
| Hobart              | 1-3-2023   | Australia     | 0 - 0 (1 - 3 d.s.o.) | Stati Uniti   |
| Hobart              | 2-3-2023   | Argentina     | 3 - 0                | Stati Uniti   |
| Hobart              | 3-3-2023   | Australia     | 0 - 1                | Argentina     |
| Hobart              | 4-3-2023   | Australia     | 2 - 1                | Stati Uniti   |
| Hobart              | 5-3-2023   | Stati Uniti   | 0 - 3                | Argentina     |
| Finestra 4          |            |               |                      |               |
| Christchurch        | 22-4-2023  | Australia     | 0 - 1                | Gran Bretagna |
| Christchurch        | 23-4-2023  | Nuova Zelanda | 0 - 2                | Gran Bretagna |
| Christchurch        | 25-4-2023  | Nuova Zelanda | 1 - 2                | Australia     |
| Christchurch        | 28-4-2023  | Gran Bretagna | 1 - 3                | Australia     |
| Christchurch        | 29-4-2023  | Nuova Zelanda | 1 - 6                | Gran Bretagna |
| Christchurch        | 30-4-2023  | Nuova Zelanda | 1 - 2                | Australia     |
| Finestra 5          |            |               |                      |               |
| Londra              | 26-5-2023  | Gran Bretagna | 1 - 0                | Cina          |
| Londra              | 27-5-2023  | Belgio        | 3 - 1                | Cina          |
| Londra              | 28-5-2023  | Gran Bretagna | 2 - 3                | Belgio        |
| Londra              | 2-6-2023   | Gran Bretagna | 4 - 3                | Cina          |
| Londra              | 3-6-2023   | Cina          | 1 - 3                | Belgio        |
| Londra              | 4-6-2023   | Gran Bretagna | 0 - 3                | Belgio        |
| Eindhoven           | 7-6-2023   | Paesi Bassi   | 4 - 0                | Cina          |
| Eindhoven           | 8-6-2023   | Paesi Bassi   | 7 - 2                | Australia     |
| Eindhoven           | 9-6-2023   | Argentina     | 2 - 1                | Cina          |
| Eindhoven           | 10-6-2023  | Paesi Bassi   | 4 - 2                | Cina          |
| Eindhoven           | 11-6-2023  | Paesi Bassi   | 3 - 3 (1 - 2 d.s.o.) | Australia     |
| Eindhoven           | 12-6-2023  | Cina          | 1 - 2                | Argentina     |
| Londra              | 16-6-2023  | Gran Bretagna | 0 - 2                | Germania      |
| Anversa             | 16-6-2023  | Belgio        | 0 - 2                | Australia     |
| Londra              | 17-6-2023  | Paesi Bassi   | 6 - 0                | Stati Uniti   |
| Anversa             | 17-6-2023  | Argentina     | 1 - 2                | Nuova Zelanda |
| Londra              | 18-6-2023  | Gran Bretagna | 4 - 2                | Stati Uniti   |
| Anversa             | 18-6-2023  | Belgio        | 7 - 0                | Nuova Zelanda |
| Londra              | 19-6-2023  | Gran Bretagna | 1 - 4                | Germania      |
| Anversa             | 19-6-2023  | Belgio        | 1 - 1 (2 - 3 d.s.o.) | Australia     |
| Londra              | 20-6-2023  | Stati Uniti   | 2 - 3                | Paesi Bassi   |
| Anversa             | 20-6-2023  | Nuova Zelanda | 0 - 4                | Argentina     |
| Londra              | 21-6-2023  | Gran Bretagna | 2 - 1                | Stati Uniti   |
| Anversa             | 21-6-2023  | Belgio        | 2 - 1                | Nuova Zelanda |
| Amsterdam           | 23-6-2023  | Paesi Bassi   | 5 -0                 | Germania      |
| Amsterdam           | 24-6-2023  | Paesi Bassi   | 4 - 1                | Nuova Zelanda |
| Amsterdam           | 25-6-2023  | Germania      | 3 - 1                | Nuova Zelanda |
| Amsterdam           | 26-6-2023  | Paesi Bassi   | 2 - 1                | Germania      |
| Amsterdam           | 27-6-2023  | Paesi Bassi   | 7 - 1                | Nuova Zelanda |
| Amsterdam           | 28-6-2023  | Nuova Zelanda | 0 - 0 (3 - 1 d.s.o.) | Germania      |
| Anversa             | 30-6-2023  | Germania      | 6 - 0                | Stati Uniti   |
| Anversa             | 1-7-2023   | Belgio        | 0 - 2                | Paesi Bassi   |
| Anversa             | 2-7-2023   | Belgio        | 4 - 0                | Stati Uniti   |
| Anversa             | 3-7-2023   | Stati Uniti   | 2 - 5                | Germania      |
| Anversa             | 4-7-2023   | Belgio        | 1 - 2                | Paesi Bassi   |
| Anversa             | 5-7-2023   | Belgio        | 1 - 0                | Stati Uniti   |